# Ahellil

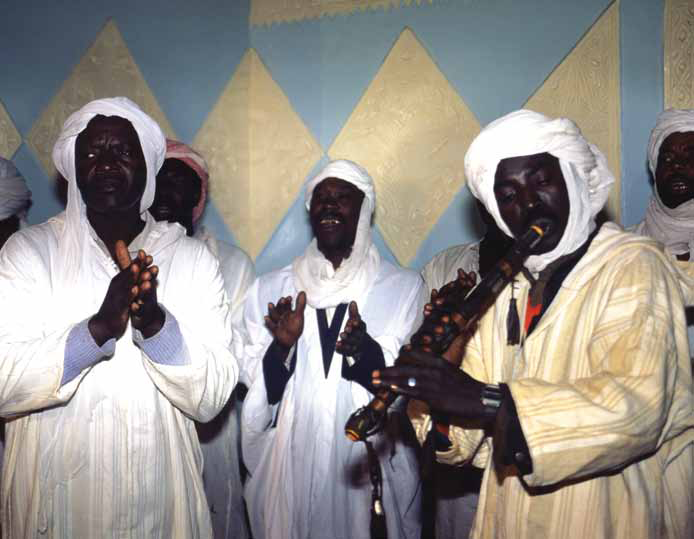

Ahellil is een Berberse compositievorm, die muziek, dans en liederen bevat en afkomstig is uit Algerije. Sinds 2005 staat Ahellil vermeld op de Lijst van Meesterwerken van het Orale en Immateriële Erfgoed van de Mensheid.
Ahellil wordt uitgevoerd tijdens collectieve ceremoniën, het is een poëtisch en muzikaal genre van de Zenete bevolking van Gourara. In dit gebied liggen een paar honderd oases, bevolkt door meer dan 50.000 inwoners van Berberse, Arabische en Soedanese afkomst. De Ahellil is specifiek voor het Berber-sprekende deel van de gourara.
Ahellil komt voor bij bedevaarten, religieuze feesten, bruiloften en gemeenschappelijke evenementen. Het symboliseert de samenhang van de gemeenschap, het geeft de waarden en de geschiedenis van de Zenete bevolking door in een taal die kans heeft om te verdwijnen.
Er is poëzie, meerstemmige zang, muziek en dans. Het koor bestaat uit maximaal honderd mensen, ze staan permanent schouder aan schouder in een cirkel rond de zanger. Ze bewegen langzaam heen en weer terwijl ze in de handen klappen.
Ahellil bestaat uit een serie van gezangen in een eeuwenoud patroon.
- Het eerste deel, lemserreh, omvat iedereen en bestaat uit korte, bekende gezangen die laat in de nacht worden opgevoerd
- Het tweede deel, aougrout, heeft betrekking op de ervaren artiesten en gaat door tot het ochtendgloren
- De tra eindigt met het aanbreken van de dag en het gaat dan alleen om de meest talentvolle artiesten